# Carlo Carafa (presbitero)
Venerabile Carlo Carafa (Mariglianella, 1561 – Napoli, 8 settembre 1633) è stato un presbitero italiano, fondatore della congregazione dei Pii Operai.
Il 23 dicembre 1832 papa Gregorio XVI proclamò l'eroicità delle sue virtù dichiarandolo Venerabile.

## Biografia
Figlio di Fabrizio Carafa, dei conti di Ruvo e duchi di Andria, e di Caterina di Sangro, rimase presto orfano e venne affidato ai gesuiti del collegio di Nola dove venne allevato: la sua domanda di entrare nella Compagnia di Gesù venne respinta quando si ammalò di tisi, così il Carafa intraprese la carriera militare combattendo nelle Fiandre, in Savoia e contro gli Ottomani, distinguendosi nella presa di Patrasso.
Non soddisfatto della sua vita, decise di riprendere gli studi ed il 1º gennaio del 1600 venne ordinato sacerdote: iniziò ad assistere i malati dell'Ospedale degli Incurabili di Napoli, poi si dedicò alla predicazione delle missioni rurali.
Fece edificare il Complesso di Santa Maria dei Monti presso i Ponti Rossi di Napoli, che divenne la casa madre dell'istituto: ai religiosi della congregazione vennero affidate anche le chiese di San Giorgio Maggiore e San Nicola alla Carità, ancora a Napoli, di Santa Maria a Castello sul Monte Somma, a Maddaloni, di Santa Balbina, di Santa Maria ai Monti e la  Chiesa di San Giuseppe alla Lungara, a Roma.
Carlo Carafa fu rettore del Seminario Arcivescovile di Napoli dal 1º febbraio 1608 al 17 ottobre 1614, ne scrisse le Regole per incarico del Cardinale Acquaviva (1605 - 1612), ed esercitò il ruolo di Priore dell'Arciconfraternita della Dottrina Cristiana di Napoli. Il suo apostolato si rivolse agli zingari, agli schiavi turchi, ai carcerati, ai condannati a morte ed alle prostitute, per le quali fece costruire il Conservatorio di Santa Maria del Soccorso.
Colpito dalla miseria delle campagne e dall'ignoranza dei suoi abitanti, nel 1602 istituì la Congregazione della Dottrina Cristiana, per l'assistenza e l'istruzione delle popolazioni contadine e delle periferie urbane: il 1º aprile 1621 vennero approvate da Papa Gregorio XV le Costituzioni e la Congregazione assunse, per volere del Papa, il nome di congregazione dei Pii Operai. Il Carafa ne rimase Preposito Generale quasi fino alla morte avvenuta l'8 settembre 1633; le sue spoglie e vennero sepolte nella chiesa di San Nicola alla Carità.
Nel 1645 ebbe inizio a Napoli la prima Causa di Beatificazione, ma poiché le carte andarono smarrite a causa di un incendio, se ne celebrò una seconda dal 30 giugno 1654 al 1656, anno in cui se ne affrettò la chiusura a causa della peste che seminò varie vittime anche tra i Pii Operai.
Il 24 novembre 1740 iniziò a Roma il Processo Apostolico che continuò fino al 23 marzo 1745. 
Il 23 dicembre 1832 Papa Gregorio XVI proclamava l’eroicità delle virtù del Venerabile P. D. Carlo Carafa.
Nel 1943 la Congregazione dei Pii Operai venne unita a quella dei Catechisti Rurali, fondata da Gaetano Mauro nel 1928 assumendo il nome di Pii Operai Catechisti Rurali.